# 1984-es magyar úszóbajnokság
Az 1984-es magyar úszóbajnokságot júliusban rendezték meg Dunaújvárosban. Első alkalommal szerepeltek a műsorban az 50 méteres távok bajnoki versenyei.

## Eredmények

### Férfiak
| Versenyszám            | Arany                                                                 | Arany    | Ezüst                                                               | Ezüst    | Bronz                                                                  | Bronz    |
| ---------------------- | --------------------------------------------------------------------- | -------- | ------------------------------------------------------------------- | -------- | ---------------------------------------------------------------------- | -------- |
| 50 m gyorsúszás        | Kálló István BVSC                                                     | 24,93    | Novotny Attila BVSC                                                 | 25,10    | Szondi György Bp. Spartacus                                            | 25,19    |
| 100 m gyorsúszás       | Wladár Sándor Újpesti Dózsa                                           | 53,74    | Szilágyi Zoltán Bp. Honvéd                                          | 53,86    | Darnyi Tamás Újpesti Dózsa                                             | 54,30    |
| 200 m gyorsúszás       | Szilágyi Zoltán Bp. Honvéd                                            | 1:55,24  | Koczka Lajos Bp. Honvéd                                             | 1:57,14  | Wladár Zoltán Újpesti Dózsa                                            | 1:57,65  |
| 400 m gyorsúszás       | Szilágyi Zoltán Bp. Honvéd                                            | 3:59,02  | Wladár Zoltán Újpesti Dózsa                                         | 4:03,75  | Szabó József Bp. Honvéd                                                | 4:04,64  |
| 1500 m gyorsúszás      | Szilágyi Zoltán Bp. Honvéd                                            | 15:47,81 | Koczka Lajos Bp. Honvéd                                             | 15:52,68 | Wladár Zoltán Újpesti Dózsa                                            | 16:21,60 |
| 50 m hátúszás          | Novotny Attila BVSC                                                   | 27,83    | Balajti Zoltán Orvosegyetem SC                                      | 28,52    | Kovács Zsolt BVSC                                                      | 28,70    |
| 100 m hátúszás         | Wladár Sándor Újpesti Dózsa                                           | 57,65    | Darnyi Tamás Újpesti Dózsa                                          | 58,89    | Novotny Attila BVSC                                                    | 59,91    |
| 200 m hátúszás         | Wladár Sándor Újpesti Dózsa                                           | 2:03,81  | Darnyi Tamás Újpesti Dózsa                                          | 2:04,99  | Balajti Zoltán Orvosegyetem SC                                         | 2:07,28  |
| 50 m mellúszás         | Hegedűs Gábor Vasas SC                                                | 30,90    | Dzvonyár János BVSC                                                 | 31,04    | Szabó Péter BVSC                                                       | 31,11    |
| 100 m mellúszás        | Dzvonyár János BVSC                                                   | 1:05,88  | Vermes Albán Újpesti Dózsa                                          | 1:06,32  | Szabó Péter BVSC                                                       | 1:07,07  |
| 200 m mellúszás        | Vermes Albán Újpesti Dózsa                                            | 2:20,13  | Szabó Péter BVSC                                                    | 2:23,65  | Dzvonyár János BVSC                                                    | 2:24,19  |
| 50 m pillangóúszás     | Kálló István BVSC                                                     | 26,55    | Mészáros Gábor Bp. Honvéd                                           | 26,82    | Kripkó Zoltán Szolnoki VSE                                             | 27,06    |
| 100 m pillangóúszás    | Kálló István BVSC                                                     | 57,32    | Kovács László Gyulai SE                                             | 59,28    | Verrasztó Zoltán Bp. Honvéd                                            | 59,35    |
| 200 m pillangóúszás    | Kálló István BVSC                                                     | 2:04,61  | Darnyi Tamás Újpesti Dózsa                                          | 2:06,52  | Énekes Zoltán Bp. Spartacus                                            | 2:07,30  |
| 200 m vegyes úszás     | Darnyi Tamás Újpesti Dózsa                                            | 2:05,64  | Szabó József Bp. Honvéd                                             | 2:10,74  | Hegedűs Gábor Vasas SC                                                 | 2:12,03  |
| 400 m vegyes úszás     | Darnyi Tamás Újpesti Dózsa                                            | 4:27,45  | Wladár Sándor Újpesti Dózsa                                         | 4:35,34  | Szabó József Bp. Honvéd                                                | 4:36,08  |
| 4 × 100 m gyorsváltó   | Újpesti Dózsa Wladár Zoltán Vermes Albán Darnyi Tamás Wladár Sándor   | 3:39,15  | Bp. Honvéd Kovács Koczka Lajos Szebellédi Péter Szilágyi Zoltán     | 3:39,62  | BVSC Novotny Attila Pászti Csaba Kármán Sándor Kálló István            | 3:42,20  |
| 4 × 200 m gyorsváltó   | Bp. Honvéd Szebellédi Péter Szabó József Koczka Lajos Szilágyi Zoltán | 7:52,04  | Újpesti Dózsa Wladár Zoltán Vermes Albán Wladár Sándor Darnyi Tamás | 8:03,27  | BVSC Kármán Sándor Steiner Attila Pászti Csaba Kálló István            | 8:11,78  |
| 4 × 100 m vegyes váltó | BVSC Novotny Attila Dzvonyár János Pászti Csaba Kálló István          | 3:57,67  | Újpesti Dózsa Wladár Sándor Vermes Albán Darnyi Tamás Wladár Zoltán | 3:59,52  | Bp. Honvéd Horváth Zsolt Szabó József Szebellédi Péter Szilágyi Zoltán | 4:09,70  |

### Nők
| Versenyszám            | Arany                                                             | Arany   | Ezüst                                                                  | Ezüst   | Bronz                                                                  | Bronz   |
| ---------------------- | ----------------------------------------------------------------- | ------- | ---------------------------------------------------------------------- | ------- | ---------------------------------------------------------------------- | ------- |
| 50 m gyorsúszás        | Ormos Edit Vasas SC                                               | 27,46   | Ardai Andrea Szegedi EOL                                               | 27,74   | Trócsányi Sára Bp. Spartacus                                           | 27,81   |
| 100 m gyorsúszás       | Orosz Andrea Bp. Spartacus                                        | 58,29   | Ormos Edit Vasas SC                                                    | 58,88   | Fodor Ágnes Eger SE                                                    | 59,94   |
| 200 m gyorsúszás       | Orosz Andrea Bp. Spartacus                                        | 2:04,70 | Gyúró Mónika KSI                                                       | 2:05,15 | Ormos Edit Vasas SC                                                    | 2:07,37 |
| 400 m gyorsúszás       | Orosz Andrea Bp. Spartacus                                        | 4:16,97 | Gyúró Mónika KSI                                                       | 4:16,99 | Hegedűs Ágnes Bp. Spartacus                                            | 4:25,93 |
| 800 m gyorsúszás       | Gyúró Mónika KSI                                                  | 8:53,76 | Hegedűs Ágnes Bp. Spartacus                                            | 9:02,49 | Orosz Andrea Bp. Spartacus                                             | 9:03,99 |
| 50 m hátúszás          | Virágh Katalin Vasas SC                                           | 30,77   | Váradi Andrea Orvosegyetem SC                                          | 30,97   | Fodor Ágnes Eger SE                                                    | 31,85   |
| 100 m hátúszás         | Virágh Katalin Vasas SC                                           | 1:05,24 | Váradi Andrea Orvosegyetem SC                                          | 1:06,21 | Fodor Ágnes Eger SE                                                    | 1:06,33 |
| 200 m hátúszás         | Gyúró Mónika KSI                                                  | 2:18,83 | Fodor Ágnes Eger SE                                                    | 2:21,40 | Sass Katalin Orvosegyetem SC                                           | 2:22,19 |
| 50 m mellúszás         | Nagy Katalin Vasas SC                                             | 35,04   | Kindl Gabriella BVSC                                                   | 35,48   | Kuji Gyöngyi Bp. Spartacus                                             | 35,91   |
| 100 m mellúszás        | Kovács Judit Pécsi MSC                                            | 1:17,28 | Kindl Gabriella BVSC                                                   | 1:17,94 | Kuji Gyöngyi Bp. Spartacus                                             | 1:17,96 |
| 200 m mellúszás        | Kuji Gyöngyi Bp. Spartacus                                        | 2:44,06 | Kovács Judit Pécsi MSC                                                 | 2:44,17 | Szabó Vera Dunaújvárosi Kohász                                         | 2:47,55 |
| 50 m pillangóúszás     | Trócsányi Sára Bp. Spartacus                                      | 29,79   | Nagy Katalin Vasas SC                                                  | 29,90   | Csikány Csilla BVSC                                                    | 29,98   |
| 100 m pillangóúszás    | Ormos Edit Vasas SC                                               | 1:03,96 | Miklósfalvi Éva BVSC                                                   | 1:04,86 | Nagy Katalin Vasas SC                                                  | 1:04,98 |
| 200 m pillangóúszás    | Ormos Edit Vasas SC                                               | 2:19,04 | Gyúró Mónika KSI                                                       | 2:20,94 | Pócsai Csilla Vasas SC                                                 | 2:21,91 |
| 200 m vegyes úszás     | Nagy Katalin Vasas SC                                             | 2:21,59 | Gyúró Mónika KSI                                                       | 2:23,62 | Szabó Vera Dunaújvárosi Kohász                                         | 2:24,30 |
| 400 m vegyes úszás     | Gyúró Mónika KSI                                                  | 4:36,60 | Szabó Vera Dunaújvárosi Kohász                                         | 4:57,30 | Pócsai Csilla Vasas SC                                                 | 5:06,62 |
| 4 × 100 m gyorsváltó   | Vasas SC Nagy Katalin Korényi Krisztina Virágh Katalin Ormos Edit | 3:58,24 | Bp. Spartacus Orosz Andrea Trócsányi Sára Burián Melinda Hegedűs Ágnes | 4:01,85 | BVSC Orbán Gabriella Knipfer Judit Miklósfalvi Éva Csikány Csilla      | 4:04,58 |
| 4 × 200 m gyorsváltó   | Vasas SC Virágh Katalin Walter Ildikó Nagy Katalin Ormos Edit     | 8:44,68 | BVSC Orbán Gabriella Miklósfalvi Éva Knipfer Judit Csikány Csilla      | 8:49,96 | Bp. Spartacus Trócsányi Sára Polai Katalin Hegedűs Ágnes Orosz Andrea  | 8:53,65 |
| 4 × 100 m vegyes váltó | Vasas SC Virágh Katalin Pócsai Csilla Ormos Edit Nagy Katalin     | 4:26,96 | Bp. Spartacus Trócsányi Sára Horváth Ildikó Kuji Gyöngyi Orosz Andrea  | 4:31,99 | BVSC Szőllősi Gabriella Kindl Gabriella Miklósfalvi Éva Csikány Csilla | 4:32,21 |

## Csúcsok
A bajnokság során az alábbi csúcsok születtek:
| Esemény                        | Idő      | Név                                                         | Csapat              | Csúcs             |
| ------------------------------ | -------- | ----------------------------------------------------------- | ------------------- | ----------------- |
| Férfi 50 méteres gyorsúszás    | 24,93    | Kálló István                                                | BVSC                | Országos felnőtt  |
| Férfi 1500 méteres gyorsúszás  | 16:22,87 | Ágh Norbert                                                 | Dunaújvárosi Kohász | Országos gyermek  |
| Férfi 50 méteres hátúszás      | 27,80    | Kovács Zsolt                                                | BVSC                | Országos felnőtt  |
| Férfi 50 méteres pillangóúszás | 26,55    | Kálló István                                                | BVSC                | Országos felnőtt  |
| Férfi 50 méteres mellúszás     | 30,90    | Hegedűs Gábor                                               | Vasas SC            | Országos felnőtt  |
| Férfi 200 méteres vegyesúszás  | 2:05,64  | Darnyi Tamás                                                | Újpesti Dózsa       | Országos ifjúsági |
| Férfi 400 méteres vegyesúszás  | 4:27,45  | Darnyi Tamás                                                | Újpesti Dózsa       | Országos ifjúsági |
| Női 50 méteres gyorsúszás      | 27,46    | Ormos Edit                                                  | Vasas SC            | Országos felnőtt  |
| Női 50 méteres pillangóúszás   | 29,79    | Trócsányi Sára                                              | Bp. Spartacus       | Országos felnőtt  |
| Női 50 méteres mellúszás       | 35,04    | Nagy Katalin                                                | Vasas SC            | Országos felnőtt  |
| Női 200 méteres vegyesúszás    | 2:21,59  | Nagy Katalin                                                | Vasas SC            | Országos felnőtt  |
| Női 4 × 200 m gyorsváltó       | 8:44,68  | Virágh Katalin Walter Ildikó Nagy Katalin Ormos Edit        | Vasas SC            | Országos felnőtt  |
| Női 4 × 200 m gyorsváltó       | 8:53,65  | Trócsányi Sára Polai Katalin Hegedűs Ágnes Orosz Andrea     | Bp. Spartacus       | Országos ifjúsági |
| Női 4 × 200 m gyorsváltó       | 8:55,83  | Szabó Vera Merkel Györgyi Berzlánovics Eszter Prédl Szilvia | Dunaújvárosi Kohász | Országos serdülő  |